# 莫龍湖
47°5′29″N 6°44′27″E / 47.09139°N 6.74083°E

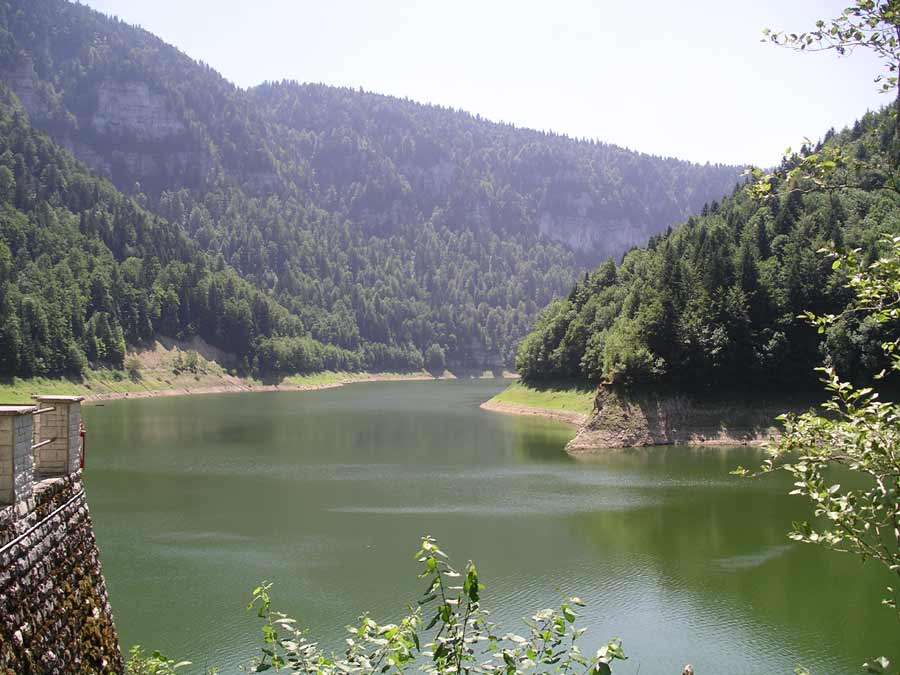

莫龍湖（Lac de Moron），是中歐的湖泊，位於瑞士和法國接壤的邊境，處於杜河，長3.3公里，面積0.7平方公里，海拔高度716米，最大水深59米，水體容量2,060萬立方米。